# دونالد ر. بيترسون
دونالد ر. بيترسون (بالإنجليزية: Donald R. Peterson)‏ هو عالم نفس أمريكي، ولد في 10 سبتمبر 1923، وتوفي في 2 نوفمبر 2007.